# 愛德華茲角

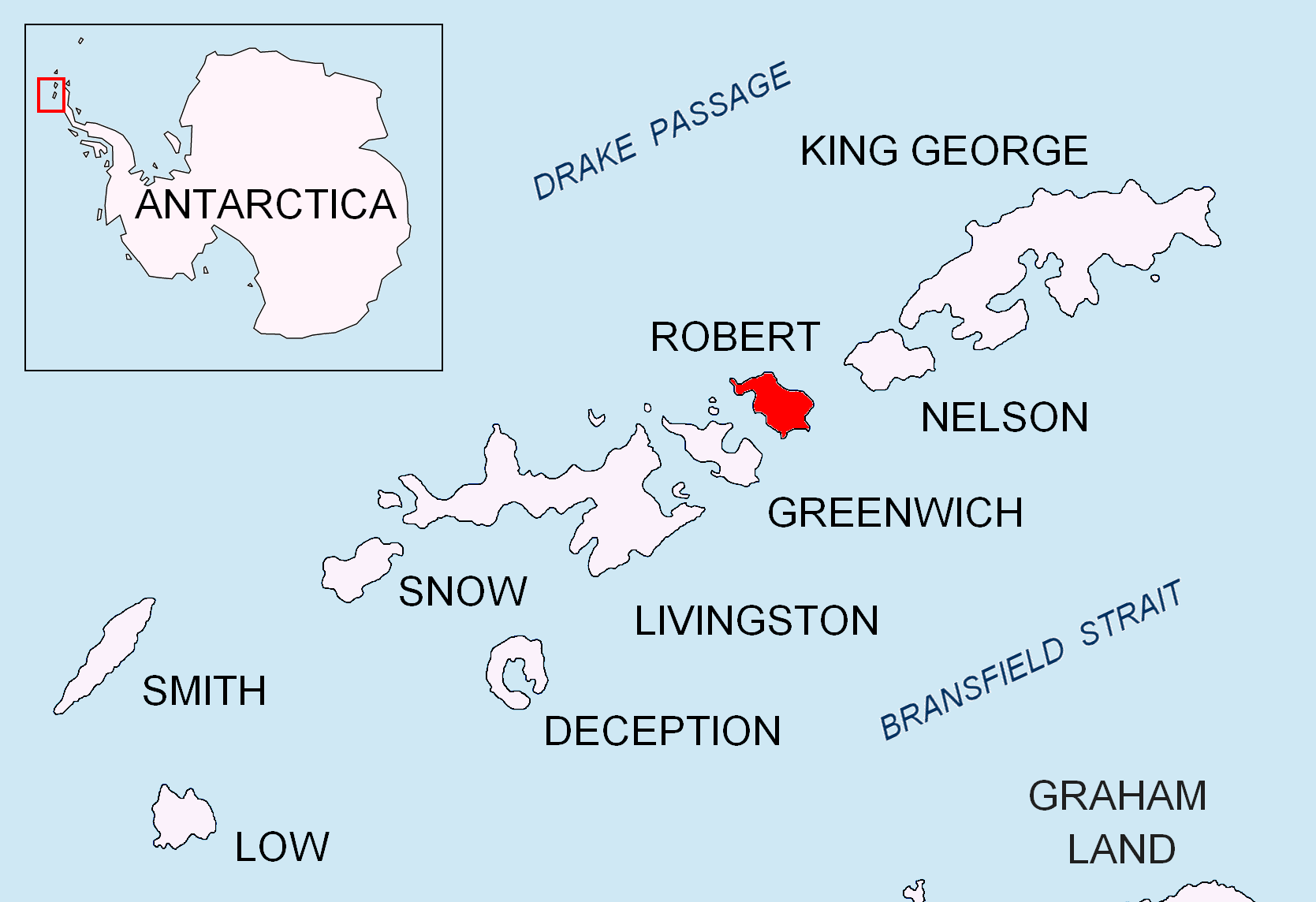

愛德華茲角（英語：Edwards Point）是南極洲的海岬，位於南設得蘭群島中羅伯特島的凱爾門半島南端，處於聖克魯斯角東北面5.04公里、貝隆角東南面4.57公里和羅伯特角西南面6.14公里。

## 外部連結
- SCAR Composite Antarctic Gazetteer（页面存档备份，存于）.

62°27′46″S 59°29′57″W / 62.46278°S 59.49917°W